# 井上正岑
井上 正岑（いのうえ まさみね）は、江戸時代前期から中期にかけての大名、老中。美濃国八幡藩の第2代藩主、丹波国亀山藩主、常陸国下館藩主、常陸笠間藩主。官位は従四位下・大和守、侍従、河内守。浜松藩井上家4代。

## 生涯
美濃八幡藩初代藩主・井上正任の次男として誕生した。元禄2年（1689年）、兄・正幸の廃嫡により嫡子となる。元禄5年（1692年）に家督を相続した。このとき弟の正長に3千石を分与した。
元禄8年12月（1696年）、奏者番、翌元禄9年（1696年）10月には寺社奉行も兼ねた。元禄10年（1697年）6月10日、丹波亀山に転封。元禄12年（1699年）10月に若年寄。元禄15年（1702年）9月、3千石加増の上で常陸下館へ転封となったが、城が手狭であったため即日常陸笠間に移った。宝永2年（1705年）に老中となり、同年12月には従四位に昇任、翌宝永3年12月に侍従となった。正徳5年（1715年）東照宮百回忌の法要総奉行を務めた。享保3年（1718年）1万石加増。
享保7年（1722年）5月17日に70歳で死去した。先に迎えた養子の正富は廃嫡され、正之が跡を継いだ。

## 人物
幕府政治家として奏者番、寺社奉行、若年寄、老中を歴任したが、新井白石の『折りたく柴の記』によると底意地の悪い性格の人物と指摘されている。また、「死んでも惜しくないもの 鼠捕らぬ猫と井上河内守」という出所不明の落書が江戸中に張られたこともある。
妻の清姫が紀州藩2代藩主の徳川光貞の姪にあたるため、光貞の四男であった吉宗が8代将軍に就任した理由の一つに、幕閣の重鎮であった正岑の後押しがあったためといわれている。7代将軍徳川家継が病床の際、他の老中たちが尾張藩主徳川継友の将軍擁立に動いたのに対し、正岑は妻の縁戚（従兄弟）にあたる吉宗擁立を主張したとされる。

## 年譜
- 1653年（承応2年） 生誕
- 1691年（元禄4年） 清姫と婚姻
- 1693年（元禄6年） 美濃八幡藩襲封
- 1696年（元禄9年） 寺社奉行
- 1697年（元禄10年） 丹波亀山藩に転封
- 1699年（元禄12年） 若年寄
- 1702年（元禄15年） 常陸下館藩を経て、常陸笠間藩へ転封。1万石加増。
- 1705年（宝永2年） 老中
- 1722年（享保7年） 死去

## 系譜
父母
- 井上正任（父）
- 本多忠義の娘（母）

正室
- 清姫 ー 松平頼純の娘

養子、養女
- 井上正富 ー 井上正晴の長男
- 井上正之 ー 酒井重英の長男
- 水野忠輝正室 ー 井上可安[1]の娘